# 能源國際投資
能源國際投資控股有限公司，簡稱能源國際投資控股，以及能源國際投資（英語：Energy International Investments Holdings Limited，港交所：0353），在2010年9月28日起，由森源鈦礦控股有限公司更名而來。
現時業務是在中國內地經營發電及供熱，以及石油業務，而終止業務包括勘探及開採，以及地毯買賣業務，主要原因受到長期競爭加劇影響，現時總部位於香港皇后大道中99號中環中心15樓1508室。董事長和首席執行官為藍永強。

## 連結
- website.energyintinv.wisdomir.com （页面存档备份，存于）